# La Rettorica
La Rettorica è un'opera di Brunetto Latini, composta attorno al 1260 in volgare fiorentino, forse dedicata all'amico Davizzo della Tosa.

## L'opera
Si tratta del volgarizzamento dei primi 17 capitoli del De inventione di Cicerone, che il Latini suddivide in 15 Argomenti; ciascuno di questi è accompagnato da un commento (sposizione) in parte tratto da un analogo testo mediolatino (vi ricorrono anche citazioni dei grammatici Vittorino e Boezio), in parte elaborato personalmente e sulla scorta dei dettatori bolognesi.

Però in un'ottica comunale le ragioni dell'ars dictandi, che riguarda la comunicazione epistolare e ha fini utilitaristici, non coincidono con quella di Cicerone, fondata sul discorso pronunciato, non scritto. 

L'intento dell'opera è quello di mostrare l'importanza della retorica nella vita civile e nel confronto politico. Latini ne interruppe la composizione probabilmente per dedicarsi alla stesura del Trésor, che nelle sue intenzioni doveva contenere e affrontare in maniera più ampia e compiuta le medesime tematiche.

L'opera non è databile con certezza, ma risale con ogni probabilità agli anni 1260. Nel 1260 Brunetto Latini era stato inviato come ambasciatore presso Alfonso X di Castiglia; sulla via del ritorno, venuto a sapere della sconfitta guelfa a Montaperti, egli decise di fermarsi in Francia, tornando a Firenze solo nel 1267 a seguito della battaglia di Benevento (1266). Proprio agli anni del soggiorno francese può essere attribuita la composizione della Rettorica.

## La lingua
Il volgarizzamento è distinto dal commento mediante segnali iconici ed una diversa elaborazione sintattica e stilistica: il volgarizzamento è infatti scritto nel codice con la "lettera grossa", dove si tenta di riprodurre la complessità sintattica e la giacitura dell'originale, il commento con la "lettera sottile" presenta invece costruzioni più lineari.
Nella traduzione da Cicerone si può notare una forte imitazione del modello: l'anteposizione del complemento oggetto, l'uso del participio presente, le coppie di superlativi e la correlazione. Invece nelle chiose le suddivisioni dei periodi, secondo i modi di ragionamento scolastico, creano un'ordinata disposizione delle parti, seguendo l'intento didattico dell'autore: ripetizioni di parole, riprese, elementi della deissi interna, simmetrie.

## Edizioni moderne
- La Rettorica di Brunetto Latini, testo critico a cura di F. Mancini, Firenze 1915.
- B. Latini, La rettorica, a cura di F. Maggini, Firenze, Le Monnier, 1968.